# Ammari (distrito)
Ammari é um distrito localizado na província de Tissemsilt, Argélia. Sua capital é a cidade de mesmo nome. A população total do distrito era de 17 329 habitantes, em 1998.[carece de fontes?]

## Comunas
O distrito está dividido em três comunas:
- Ammari
- Sidi Abed
- Maacem